# Dominus Iesus
Dominus Iesus /(łac.) Pan Jezus/, pełna nazwa – Deklaracja o jedyności i powszechności zbawczej Jezusa Chrystusa i Kościoła «Dominus Iesus». Dokument Kongregacji Nauki Wiary Kościoła Rzymskokatolickiego, dotyczący zagadnień chrystologicznych, soteriologicznych i eklezjologicznych.

## Kontekst kościelny i cel wydania deklaracji
Deklaracja została przygotowana w latach 1998–2000 przez Kongregację Nauki Wiary. Ogłosił ją 6 sierpnia 2000 prefekt Kongregacji kardynał Józef Ratzinger po zatwierdzeniu 16 czerwca 2000 przez papieża Jana Pawła II. Wśród licznych dokumentów wydawanych przez Kongregację Nauki Wiary „deklaracje” są wydarzeniami stosunkowo rzadkimi: poprzednie deklaracje to Deklaracja o podziemnym Kościele czeskim z 11 lutego 2000 i Deklaracja o stowarzyszeniach masońskich z 26 listopada 1983, natomiast kolejną „deklarację” (zatytułowaną Fiducia supplicans) wydała już następczyni Kongregacji, utworzona w 2022 Dykasteria Nauki Wiary.
Potrzeba opublikowania deklaracji Dominus Iesus wyniknęła z sytuacji Kościoła w Azji, szczególnie zaś w Indiach. W teologii Kościoła katolickiego na świecie, zwłaszcza w Azji, pojawiły się bowiem poglądy relatywizujące znaczenie chrześcijańskiego Objawienia – uznające je nie za źródło i istotę wiary chrześcijańskiej, lecz tylko (w pewnym uproszczeniu) za mit, ewentualnie tylko za część prawdy o Bogu. Pogląd ten ukształtował się pod wpływem wielokulturowego i wieloreligijnego otoczenia, w którym działa Kościół w krajach Azji, szczególnie w Indiach, oraz pod wpływem światopoglądowego relatywizmu i indyferentyzmu współczesnych społeczeństw wysoko rozwiniętych.
Tak więc zasadniczym celem Deklaracji Dominus Iesus było przeciwstawienie się współczesnym tendencjom relatywizującym wiarę chrześcijańską, uważającym ją tylko za jedną z równorzędnych prawd o Bogu, a w konsekwencji tylko za jedną z dróg do zbawienia.
Inne zagadnienia i aspekty Objawienia zostały w Deklaracji poruszone tylko marginalnie. W szczególności zostały przytoczone wyjątki z dokumentów soborowych dotyczących ruchu ekumenicznego i stosunku do innych religii, znane od kilkudziesięciu lat.

## Treść
W odpowiedzi na te tendencje Deklaracja wskazuje właściwy sposób rozumienia nauki Kościoła katolickiego o Objawieniu i o zbawieniu, o ich rzeczywistości, o zawartej w nich prawdzie oraz o zobowiązaniu Kościoła do jej głoszenia. Stanowi rozwinięcie nauki o tych zagadnieniach przyjętej przez Sobór watykański II, zwłaszcza w konstytucjach Lumen gentium i Gaudium et spes, w dekrecie Unitatis redintegratio i w deklaracji Nostra aetate oraz rozwijanej w nauczaniu papieskim, szczególnie w encyklice papieża Jana Pawła II Ut unum sint. Stanowczo przeciwstawiając się poglądom relatywistycznym, Deklaracja przypomina, że: 
- objawienie Chrystusa zawiera jedyną i pełną (całą) prawdę o Bogu,
- Kościół jest obowiązany głosić tę prawdę w drodze ewangelizacji,
- tylko wiara katolicka zawiera prawdę absolutną w pełni,
- święte księgi innych religii nie są objawieniem tej prawdy, a mogą co najwyżej zawierać jej elementy,
- Jezus Chrystus nie był tylko jednym z proroków, lecz Synem Bożym, którego śmierć na krzyżu odkupiła ludzkość w sposób zupełny (tzn. do odkupienia nie są potrzebne żadne inne formy działania Bożego, w szczególności zawarte w innych wyznaniach),
- Boży plan zbawienia obejmuje wszystkich ludzi,
- Królestwo Boże nie może zostać urzeczywistnione bez Kościoła.

W konsekwencji Deklaracja podtrzymuje naukę, że jedyną drogą do zbawienia jest uczestnictwo w Kościele Chrystusa, wobec czego Kościół ma obowiązek głoszenia słowa Bożego.
Deklaracja w p. 17 tłumaczy wyrażenie «subsistit in»  Konstytucji Soborowej Lumen gentium, 22 użyte w odniesieniu do Kościoła katolickiego oraz uściśla status eklezjalny prawosławia oraz protestantyzmu:

Istnieje zatem jeden Kościół Chrystusowy, który trwa /(łac.) subsistit/ w Kościele katolickim rządzonym przez Następcę Piotra i przez biskupów w łączności z nim. Kościoły, które nie będąc w pełnej wspólnocie z Kościołem katolickim, pozostają jednak z nim zjednoczone bardzo ścisłymi więzami, jak sukcesja apostolska i ważna Eucharystia, są prawdziwymi Kościołami partykularnymi. Dlatego także w tych Kościołach jest obecny i działa Kościół Chrystusowy, chociaż brak im pełnej komunii z Kościołem katolickim, jako że nie uznają katolickiej nauki o prymacie, który Biskup Rzymu posiada obiektywnie z ustanowienia Bożego i sprawuje nad całym Kościołem. Natomiast Wspólnoty kościelne, które nie zachowały prawomocnego Episkopatu oraz właściwej i całkowitej rzeczywistości eucharystycznego misterium, nie są Kościołami w ścisłym sensie; jednak ochrzczeni w tych wspólnotach są przez chrzest wszczepieni w Chrystusa i dlatego są w pewnej wspólnocie, choć niedoskonałej, z Kościołem  (Dominus Iesus, 17).

## Reakcje
Deklaracja wywołała spore kontrowersje wśród interpretatorów. Według niektórych stanowi ona rozwinięcie II Soboru Watykańskiego, według innych – anty–ekumenizm i całkowite zaprzeczenie Soboru.
Powszechne przyjęcie Deklaracji okazało się inne niż zamierzone – Deklaracja została nagłośniona przez środki masowego przekazu jako akt dotyczący przede wszystkim stosunków Kościoła katolickiego z innymi wyznaniami i religiami. Tak rozumiana Deklaracja spotkała się z krytycznym przyjęciem, m.in. ze strony niektórych wyznań protestanckich, którym odmawia ona statusu Kościołów, nazywając je „wspólnotami kościelnymi” – ze względu na brak prawomocnego episkopatu i sprawowania Eucharystii w klasycznym rozumieniu (część Kościołów protestanckich nie praktykuje Eucharystii stricte, a np. Pamiątkę Wieczerzy Pańskiej – występują różnice w jej rozumieniu).

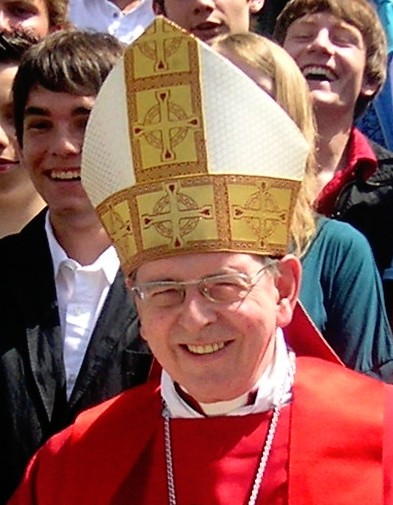
Nowy przewodniczący Papieskiej Rady ds. Ekumenizmu, abp Kurt Koch (2009)

Abp Kurt Koch, ówczesny przewodniczący episkopatu Szwajcarii, a obecny przewodniczący Papieskiej Rady do spraw Popierania Jedności Chrześcijan, w lipcu 2007 bronił sformułowań deklaracji Dominus Iesus, precyzujących pojęcie Kościoła oraz status kościelny poszczególnych gałęzi chrześcijaństwa. Szwajcarski biskup przyznał, że dokument mógł się jawić jako raniący dla protestantów i ekumenicznie nastawionych katolików. Powiedział jednak, że deklaracja i jej recepcja pokazały różnice w zadaniach, jakie stawiają wobec ruchu ekumenicznego rzymscy katolicy i prawosławni z jednej strony, a protestanci z drugiej.
Dyskusje i komentarze na temat deklaracji następująco podsumował ks. Adam Boniecki MIC: 

Kościół wyraża swą niezłomną wiarę, że Bóg ostatecznie objawił się w Nim i w Nim wszystkich zbawia. Nie, że zbawienie jest zarezerwowane tylko dla chrześcijan.(...)Zbawienia poza Chrystusem nie ma i być nie może.(...)Nie spierajmy się, czyja jest lepsza, ale idźmy. Nikomu nie negując praw do własnej drogi, ani nie kwestionując możliwości dojścia. W końcu Pan Bóg jest ponad podziałami.

Ówczesny prawosławny metropolita Smoleńska i Królewca, a obecny patriarcha moskiewski Cyryl powiedział natomiast w wywiadzie, że deklaracja jest uczciwym dokumentem, lepszym niż tzw. „kościelna dyplomacja”. Pokazuje jak blisko jesteśmy, albo, przeciwnie, jak jesteśmy podzieleni.
Thomas Wipf, przewodniczący Wspólnoty Protestanckich Kościołów w Europie, nie zgadzając się z deklaracją co do definicji kościoła, stwierdził równocześnie, że dokument może prowadzić do większej jasności w dialogu ekumenicznym.
Przedstawiciele religii niechrześcijańskich zaś wyrażali obawę, że z deklaracja ukazuje dialog z nimi jedynie jako element akcji ewangelizacyjnej. Wskazywali oni szczególnie następujący fragment:

Sprzeciwia się więc wierze Kościoła teza o ograniczonym, niekompletnym i niedoskonałym charakterze objawienia Jezusa Chrystusa, które rzekomo znajduje uzupełnienie w objawieniu zawartym w innych religiach. Najgłębszym uzasadnieniem tej tezy miałby być fakt, że prawda o Bogu nie może jakoby zostać pojęta i wyrażona w swej całości i pełni przez żadną historyczną religię, a więc także przez chrześcijaństwo, a nawet przez Jezusa Chrystusa.